# Giuseppe Levi
Giuseppe Levi (14 d'octubre de 1872 - 3 de febrer de 1965) va ser un anatomista i històleg italià, professor d'anatomia humana (des de 1916) a les universitats de Sàsser, Palerm i Torí. Va ser el mestre de tres Premis Nobels i és considerat una de les principals figures de les ciències biomèdiques italianes del segle xx.

## Biografia
Va néixer el 14 d'octubre de 1872 a Trieste, fill de pares jueus, Michele Levi i Emma Perusa. Estava casat amb Lidia Tanzi i tenia cinc fills: Gino, Mario, Alberto, Paola (qui es va convertir en l'esposa d'Adriano Olivetti) i l'escriptora Natalia Ginzburg (esposa de Leone Ginzburg i mare de Carlo Ginzburg), qui va descriure la personalitat del seu pare en el reeixit llibre italià Lessico famigliare (1963).
Levi, com a professor d'Anatomia a la Universitat de Torí, tenia amplis interessos de recerca i va ser un pioner en els estudis in vitro de cultius cel·lulars. Va introduir i posteriorment va practicar sistemàticament el cultiu in vitro de teixits, amb la finalitat d'examinar l'estructura i el comportament de cèl·lules aïllades i sotmeses a condicions ambientals variables. Va contribuir a l'estudi del sistema nerviós, especialment en l'estudi de la plasticitat de les cèl·lules dels ganglis sensorials.
Mentre va estar a Torí, va ser tutor de tres estudiants que posteriorment van guanyar el Premi Nobel: Salvador Luria, Renato Dulbecco i Rita Levi-Montalcini. Levi-Montalcini va realitzar els seus primers estudis sobre les relacions entre els centres neuronals i el seu objectiu perifèric d'innervació amb Giuseppe Levi.
Va ser membre de l'Accademia Nazionale dei Lincei i de l'Acadèmia Nacional de la Ciència dita dels XL, així com d'altres institucions científiques incloses l'Acadèmia Nacional de Ciències dels Estats Units, l'Acadèmia Real de Ciències, Lletres i Belles arts de Bèlgica, i la Deutsche Akademie der Naturforscher Leopoldina.
Va ser considerat un símbol de la resistència al feixisme, en ser un dels 12 professors que es van negar a signar lleialtat al règim. La seva excel·lent formació en ciències biològiques i l'haver après a abordar els problemes científics de la forma més rigorosa possible, en un moment en què un enfocament així era encara inusual, va ser fonamental per als seus alumnes.

## Premis i reconeixements
La seva fama deriva d'haver nodrit a tres guanyadors del Premi Nobel: Salvador Luria, Rita Levi-Montalcini i Renato Dulbecco.
Va rebre diversos premis importants, inclòs el Premi Real de l'Acadèmia de Lincei el 1923, la Medalla d'Or dels meritoris de l'escola, la cultura i l'art, i els títols honorífics de les Universitats de Lieja, Montevideo i Santiago de Xile.
El fisiòleg Filippo Bottazzi va proposar la seva candidatura al Premi Mussolini de l'Acadèmia d'Itàlia. El jurat estava al seu favor però el Duce ho va vetar, per haver-se negat a signar el manifest de lleialtat al feixisme.